# Raymond de Meester de Betzenbroeck (homme politique)
Pour les autres membres de la famille, voir Famille de Meester.
Raymond-François-Ferdinand-Marie de Meester de Betzenbroeck, écuyer, né le 26 mars 1841 à Malines et décédé le 30 janvier 1907 à Bruxelles est un homme politique belge du parti catholique.

## Biographie

### Famille
Raymond de Meester est le fils de Ferdinand (1804-1876), capitaine de la garde civile de Malines, et de Cornélie de Roovere de Roosemeersch (1817-1881), ainsi que le petit-fils de Luc de Roovere de Roosemersch et le neveu du général Omer Ablay. Il épousa en 1865 Octavie de Kerchove de Denterghem (1843-1871), fille de Prosper de Kerchove de Denterghem (1813-1853), dont il eut trois enfants : Albert (1867-1944), Ferdinand (1869-1953) et Christine (1871-1957), épouse du baron Raymond Pecsteen (nl) ; puis, en 1872, il épousa Berthe Carpentier de Changy (1853-1927), fille du comte Eugène Carpentier de Changy, dont il eut deux enfants : André (1873-1918) et Raoul (1875-1945). 
Il est grand-père du baron Raymond de Meester de Betzenbroeck (1904-1995) et l'oncle de François de Meester de Heyndonck (1879-1973).

### Carrière
Propriétaire terrien, il devient membre du conseil communal de Malines en 1883. Il est élu sénateur par l'arrondissement de Malines en 1889. Siégeant à la Chambre haute jusqu'à sa mort, il est membre de divers comités sénatoriaux (Finances, Naturalisation, Affaires étrangères, Guerre).

## Mandats et fonctions
- Membre du conseil communal de Malines (1883-1888)
- Membre du Sénat belge par l'arrondissement de Malines (1889-1900)
- Membre du comité sénatorial des Finances (1889-1890)
- Membre du comité sénatorial de Naturalisation (1890-1905)
- Membre du comité sénatorial des Affaires étrangères (1891-1905)
- Membre du conseil communal de Malines (1891-1896)
- Membre du Sénat belge par l'arrondissement de Malines-Turnhout (1900-1907)
- Membre du comité sénatorial de la Guerre (1906-1907)

## Sources
- J. Stengers, J.-L. De Paepe, M. Gruman, Index des éligibles au Sénat (1831-1893), Brussel, 1975.
- P. Van Molle, Het Belgisch parlement, p. 98.
- Le parlement belge, p. 182-183.
- Vingt-cinq années de gouvernement: le parti catholique belge et son œuvre, Librairie Albert Dewit, 1910